# Хортиця (Прилуцький район)
Хо́ртиця — село в Україні, Чернігівській області, Прилуцькому районі. Входить до складу Варвинської селищної громади.

## Населення
1911 - на хуторі Хортиця Гнідинської волості Лохвицького повіту Полтавської губернії проживало 80 мешканців.
Згідно з переписом УРСР 1989 року чисельність наявного населення села становила 77 осіб, з яких 37 чоловіків та 40 жінок.
За переписом населення України 2001 року в селі мешкало 46 осіб.

### Мова
Розподіл населення за рідною мовою за даними перепису 2001 року:
| Мова       | Відсоток |
| ---------- | -------- |
| українська | 93,62 %  |
| російська  | 6,38 %   |